# Young-Beom Jeon
Young-Beom Jeon (coréen : 전영범) est un astronome sud-coréen.

## Biographie
Le Centre des planètes mineures le crédite de la découverte de quarante-deux astéroïdes, découvertes effectuées entre 2000 et 2002, avec en partie la collaboration d'autres astronomes, dont Kyoung-Ja Choo, Byung-Chol Lee et Yun-Ho Park.
| (34666) Bohyunsan    | 4 décembre 2000   |
| (63145) Choemuseon   | 4 décembre 2000   |
| (63156) Yicheon      | 5 décembre 2000   |
| (68719) Jangyeongsil | 16 février 2002   |
| (72021) Yisunji      | 4 décembre 2000   |
| (72059) Heojun       | 21 décembre 2000  |
| (94400) Hongdaeyong  | 25 septembre 2001 |
| (95016) Kimjeongho   | 9 janvier 2002    |
| (99503) Leewonchul   | 16 février 2002   |
| (106817) Yubangtaek  | 6 décembre 2000   |
| (126578) Suhhosoo    | 11 février 2002   |